# Liste d'œuvres d'art public dans l'Yonne
Cet article vise à recenser les œuvres d'art dans l'espace public de l'Yonne, en France.

## Liste
Les œuvres sont classées par ordre alphabétique de communes et, au sein de celles-ci, par ordre chronologique d'installation, dans la mesure des informations disponibles.

### Sculptures
| Œuvre                                                   | Auteur            | Commune                  | Localisation                                                                                              | Notes | Installation   | Coordonnées                      | Illustration                                                                                 |
| ------------------------------------------------------- | ----------------- | ------------------------ | --- | --- | -------------- | -------------------------------- | -------------------------------------------------------------------------------------------- |
| Caïn maudit                                             | Léon Falconnier   | Auxerre                  | Dans le parc de l'Arbre-Sec                                                                               | Représente Caïn. | 1858           | à géolocaliser                   | Caïn maudit« Caïn maudit à Auxerre », sur À nos grands hommes                                |
| Statue du maréchal Louis Nicolas Davout,                | Auguste Dumont    | Auxerre                  | Boulevard Davout                                                                                          | Représente Louis Nicolas Davout. | 1867           | à géolocaliser                   | Image manquante                                                                              |
| Statue de Paul Bert                                     | Émile Peynot      | Auxerre                  | Pont Paul-Bert                                                                                            | | 7 juillet 1889 | 47° 47′ 45″ nord, 3° 34′ 41″ est | Statue de Paul Bert                                                                          |
| Monument à Charles Surugue                              | À déterminer      | Auxerre                  | Boulevard de la Chaînette                                                                                 | Inscrit MH (2016). | 1930           | à géolocaliser                   | Monument à Charles Surugue                                                                   |
| Statue de Marie Noël                                    | François Brochet  | Auxerre                  | Rue de l'Horloge                                                                                          | | 1977           | 47° 47′ 46″ nord, 3° 34′ 13″ est | Image manquante                                                                              |
| Restif de La Bretonne                                   | François Brochet  | Auxerre                  | Rue de l'Horloge                                                                                          | | À déterminer   | 47° 47′ 45″ nord, 3° 34′ 11″ est | Image manquante                                                                              |
| Buste de Jean Moreau                                    | François Brochet  | Auxerre                  | Sur la place Lamartine                                                                                    | | 1983           | 47° 48′ 05″ nord, 3° 34′ 35″ est | Image manquante                                                                              |
| Médaillon de Joseph Fourier                             | À déterminer      | Auxerre                  | Sur la façade de la bibliothèque-musée, ancien palais de justice, place du Maréchal Leclerc               | Représente Joseph Fourier. Les deux bas-reliefs de part et d'autre en dessous, étaient fixés sur le piédestal de la statue d'origine. | À déterminer   | à géolocaliser                   | Médaillon de Joseph Fourier« Médaillon à Joseph Fourier à Auxerre », sur À nos grands hommes |
| Médaillon de Jacques-Germain Soufflot                   | À déterminer      | Auxerre                  | Sur la façade de la bibliothèque-musée, ancien palais de justice, place du Maréchal Leclerc               | Représente Jacques-Germain Soufflot.                                                                                                  | À déterminer   | à géolocaliser                   | Médaillon de Jacques-Germain Soufflot                                                        |
| Médaillon de Jean Lebeuf                                | À déterminer      | Auxerre                  | Sur la façade de la bibliothèque-musée, ancien palais de justice, place du Maréchal Leclerc               | Représente Jean Lebeuf. | À déterminer   | à géolocaliser                   | Médaillon de Jean Lebeuf                                                                     |
| Médaillon de Philibert Joseph Roux                      | À déterminer      | Auxerre                  | Sur la façade de la bibliothèque-musée, ancien palais de justice, place du Maréchal Leclerc               | Représente Philibert Joseph Roux. | À déterminer   | à géolocaliser                   | Médaillon de Philibert Joseph Roux                                                           |
| Médaillon de Jehan Régnier                              | À déterminer      | Auxerre                  | Sur la façade de la bibliothèque-musée, ancien palais de justice, place du Maréchal Leclerc               | Représente Jehan Régnier. | À déterminer   | à géolocaliser                   | Médaillon de Jehan Régnier                                                                   |
| Médaillon de Jacques Amyot                              | À déterminer      | Auxerre                  | Sur la façade de la bibliothèque-musée, ancien palais de justice, place du Maréchal Leclerc               | Représente Jacques Amyot. | À déterminer   | à géolocaliser                   | Médaillon de Jacques Amyot                                                                   |
| Médaillon de Jean-Baptiste de La Curne de Sainte-Palaye | À déterminer      | Auxerre                  | Sur la façade de la bibliothèque-musée, ancien palais de justice, place du Maréchal Leclerc               | Représente Jean-Baptiste de La Curne de Sainte-Palaye.                                                                                | À déterminer   | à géolocaliser                   | Médaillon de Jean-Baptiste de La Curne de Sainte-Palaye                                      |
| Statue                                                  | À déterminer      | Auxerre                  | Sur le palais de justice                                                                                  | | À déterminer   | à géolocaliser                   | Statue                                                                                       |
| Statue                                                  | À déterminer      | Auxerre                  | Sur le palais de justice                                                                                  | | À déterminer   | à géolocaliser                   | Statue                                                                                       |
| Statue de Sébastien Le Prestre de Vauban                | Auguste Bartholdi | Avallon                  | À déterminer                                                                                              | Représente Sébastien Le Prestre de Vauban.                                                                                            | 1873           | à géolocaliser                   | Statue de Sébastien Le Prestre de Vauban                                                     |
| Le Tigre                                                | Claude Welsch     | Champignelles            | Intersection de la rue du Lavoir et de la rue Montesquieu                                                 | | À déterminer   | 47° 44′ 07″ nord, 3° 07′ 57″ est | Le Tigre                                                                                     |
| Buste de la Vierge Marie                                | À déterminer      | Champignelles            | Sur l'appui d'une fenêtre du presbytère, à l'intersection de la rue du Lavoir et de la rue Arsène Duguyot | Représente Marie. | À déterminer   | à géolocaliser                   | Buste de la Vierge Marie                                                                     |
| Buste de René Binet                                     | À déterminer      | Chaumont                 | À déterminer                                                                                              | Représente René Binet. | À déterminer   | 48° 19′ 27″ nord, 3° 06′ 16″ est | Buste de René Binet                                                                          |
| Multiples                                               | Multiples         | Saint-Aubin-Château-Neuf | Chemin des Arts                                                                                           | | À déterminer   | à géolocaliser                   | Image manquante                                                                              |
| Tortue                                                  | À déterminer      | Saint-Florentin          | Sur le parvis du musée en Florentinois                                                                    | | 2016           | à géolocaliser                   | Tortue                                                                                       |
| Sainte Magnance et Saint Germain                        | À déterminer      | Sainte-Magnance          | À déterminer                                                                                              | | À déterminer   | à géolocaliser                   | Image manquante                                                                              |
| Statue de Jean Cousin l'Ancien                          | Henri Chapu       | Sens                     | Dans le square Jean-Cousin                                                                                | Représente Jean Cousin l'Ancien. | 1880           | 48° 11′ 42″ nord, 3° 16′ 56″ est | Jean Cousin l'Ancien                                                                         |
| Statue de Brennus                                       | Anatole Guillot   | Sens                     | Sur la campanile de l'hôtel de ville                                                                      | Représente Brennos. | 1903           | à géolocaliser                   | Statue de Brennus« Brennus à Sens », sur À nos grands hommes                                 |
| Fête païenne                                            | Dimas Macedo (pt) | Thory                    | Aire de la forêt d'Hervaux                                                                                | | À déterminer   | à géolocaliser                   | Image manquante                                                                              |
| Boudd'ours                                              | Yvan Baudoin      | Tonnerre                 | À déterminer                                                                                              | | À déterminer   | à géolocaliser                   | Image manquante                                                                              |
| Grenouille                                              | Yvan Baudoin      | Tonnerre                 | À déterminer                                                                                              | | À déterminer   | à géolocaliser                   | Image manquante                                                                              |
| Statue de Marguerite de Bourgogne                       | À déterminer      | Tonnerre                 | À déterminer                                                                                              | | À déterminer   | à géolocaliser                   | Statue de Marguerite de Bourgogne                                                            |
| Ours                                                    | Yvan Baudoin      | Tonnerre                 | À déterminer                                                                                              | | À déterminer   | à géolocaliser                   | Image manquante                                                                              |
| Tortue                                                  | Yvan Baudoin      | Tonnerre                 | À déterminer                                                                                              | | À déterminer   | à géolocaliser                   | Image manquante                                                                              |
| Germolio                                                | Cynthia Sah       | Yrouerre                 | À déterminer                                                                                              | | À déterminer   | à géolocaliser                   | Image manquante                                                                              |

### Monuments pour une bataille ou un événement
| Œuvre                                           | Auteur       | Commune  | Localisation                           | Notes                                         | Installation | Coordonnées                      | Illustration                                    |
| ----------------------------------------------- | ------------ | -------- | -------------------------------------- | --------------------------------------------- | ------------ | -------------------------------- | ----------------------------------------------- |
| Obélisque de la bataille de Fontenoy-en-Puisaye | À déterminer | Fontenoy | Au bord de la rue des Corbières (RD 3) | Commémore la bataille de Fontenoy-en-Puisaye. | 1860         | 47° 38′ 36″ nord, 3° 18′ 45″ est | Obélisque de la bataille de Fontenoy-en-Puisaye |

### Fontaines
| Œuvre                        | Auteur                        | Commune               | Localisation                                       | Notes                                               | Installation | Coordonnées                      | Illustration                                                                         |
| ---------------------------- | ----------------------------- | --------------------- | -------------------------------------------------- | --------------------------------------------------- | ------------ | -------------------------------- | ------------------------------------------------------------------------------------ |
| Fontaine Cadet Rousselle     | François Brochet              | Auxerre               | 6 Place Charles-Surugue (bordant la rue du Temple) | Représente Cadet Rousselle.                         | À déterminer | 47° 47′ 42″ nord, 3° 34′ 10″ est | Fontaine Cadet Rousselle                                                             |
| Fontaine Laboureau           | Copie d'après Mathurin Moreau | Avallon               | Sur la place du Général-de-Gaulle                  | Également appelée L'Été.                            | À déterminer | 47° 29′ 18″ nord, 3° 54′ 26″ est | Fontaine Laboureau« L'Été ou Fontaine Laboureau à Avallon », sur À nos grands hommes |
| Fontaine Chataigner          | Edme Marie Cadoux             | Bléneau               | À déterminer                                       | Inscrite MH (1984).                                 | 1886         | à géolocaliser                   | Fontaine Chataigner                                                                  |
| Fontaine                     | À déterminer                  | Bussy-en-Othe         | À déterminer                                       |                                                     | À déterminer | à géolocaliser                   | Fontaine                                                                             |
| Fontaine                     | À déterminer                  | Champignelles         | À déterminer                                       |                                                     | À déterminer | à géolocaliser                   | Fontaine                                                                             |
| Fontaine                     | À déterminer                  | Courson-les-Carrières | Sur la place du Château                            |                                                     | À déterminer | à géolocaliser                   | Fontaine                                                                             |
| Fontaine                     | À déterminer                  | Dixmont               | À déterminer                                       |                                                     | À déterminer | 48° 04′ 58″ nord, 3° 24′ 49″ est | Fontaine de Dixmont                                                                  |
| Fontaine                     | À déterminer                  | Égleny                | À déterminer                                       |                                                     | À déterminer | à géolocaliser                   | Fontaine                                                                             |
| Fontaine au Loup             | À déterminer                  | Mailly-le-Château     | À déterminer                                       |                                                     | À déterminer | à géolocaliser                   | Fontaine au Loup                                                                     |
| Fontaine                     | À déterminer                  | Neuvy-Sautour         | À côté de l'église Saint-Symphorien                |                                                     | À déterminer | à géolocaliser                   | Fontaine                                                                             |
| Fontaine aux dragons         | À déterminer                  | Saint-Florentin       | Sur la place des Fontaines                         | Copie d'après l'originale détruite en 1859.         | 1979         | à géolocaliser                   | Fontaine aux dragons                                                                 |
| Fontaine Saint-Gauthier      | À déterminer                  | Tanlay                | Route de Quincy                                    | Inscrite MH (1926).                                 | À déterminer | 47° 52′ 01″ nord, 4° 06′ 00″ est | Fontaine Saint-Gauthier                                                              |
| Fontaine du Patis            | À déterminer                  | Tonnerre              | Allée des Poilus et de la Résistance               | Érigée[Quand ?] devant la gare. Inscrite MH (1995). | XIXe siècle  | à géolocaliser                   | Fontaine du Patis                                                                    |
| Fontaine Pierre Larousse (d) | Jean-Joseph Perraud           | Toucy                 | Sur la place de la République                      | Représente Pierre Larousse.                         | 1894         | à géolocaliser                   | Fontaine Pierre Larousse (d)                                                         |
| Fontaine Briard              | Émile Peynot                  | Villeneuve-sur-Yonne  | Sur la place Briard                                |                                                     | 1906         | 48° 04′ 56″ nord, 3° 17′ 42″ est | Fontaine Briard                                                                      |

### Œuvres disparues ou retirées
| Œuvre                                   | Auteur                 | Commune | Localisation                               | Notes | Installation | Coordonnées                      | Illustration    |
| --------------------------------------- | ---------------------- | ------- | ------------------------------------------ | --- | ------------ | -------------------------------- | --------------- |
| Statue de Joseph Fourier,               | Edme Nicolas Faillot   | Auxerre | Sur la place de la Bibliothèque            | Représentait Joseph Fourier. Érigée dans le jardin botanique de la place Notre-Dame-la-Dehors en 1849. Elle est retirée[Quand ?] et installée dans le nouveau jardin botanique, rue du Champ. Fondue sous le régime de Vichy, dans le cadre de la mobilisation des métaux non ferreux. | 1882         | 47° 47′ 54″ nord, 3° 34′ 06″ est | Image manquante |
| Buste de Pierre Marie de Saint-Georges, | Georges Loiseau-Bailly | Auxerre | Dans le square devant le palais de justice | Représentait Pierre Marie de Saint-Georges. Fondu sous le régime de Vichy, dans le cadre de la mobilisation des métaux non ferreux. | 1912         | à géolocaliser                   | Image manquante |
| Statue du baron Louis Jacques Thénard,  | Jules-Antoine Droz     | Sens    | Sur la place Drapès                        | Représentait Louis Jacques Thénard. Déboulonnée le 12 février 1942 et fondue, dans le cadre de la mobilisation des métaux non ferreux. Le piédestal resté vide est retiré en 1990 et replacé cours Tarbé.                                                                              | 1861         | à géolocaliser                   | Image manquante |